# Santísimo Cristo de la Fe (Badajoz)
El Santísimo Cristo de la Fe es una imagen religiosa perteneciente a la Hermandad y Cofradía de penitencia de Nuestro Padre Jesús del Amparo, Dulce Nombre del Señor, Santísimo Cristo de la Fe y Nuestra Señora de la Piedad, María Santísima del Mayor Dolor (Hermandad de Santo Domingo (Badajoz)) en la ciudad de Badajoz.
Es uno de los Cristos más venerados de la ciudad.

## Historia

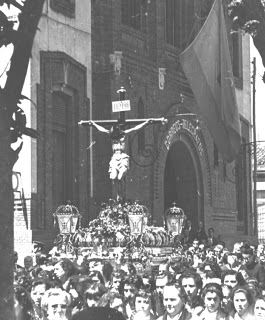
Procesión del Cristo de la Fe en la década de los 50

Se trata de una Imagen de autor anónimo que fue tallada en el siglo XIX, es de un tamaño algo inferior al real pero es una imagen de gran calidad y realismo presentando la huella de la lanzada.
Fue donada por D. Luis González Barrientos y Dña. Antonia Cardos Herrera tras la refundación de la Cofradía, su nombre fue añadido más tarde al nombre completo de la Hermandad.

## Imagen

### Aspecto de la Imagen

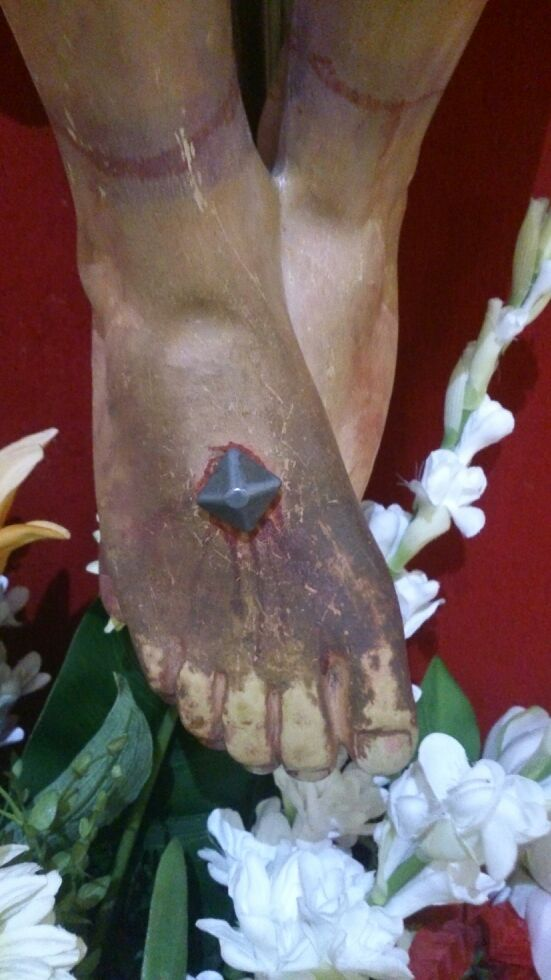
Detalle de los pies del Cristo, desgastados por los besos de los fieles.

La imagen representa a Jesús crucificado y muerto con la huella de la lanzada, el tamaño es algo inferior al real pero presenta gran calidad y realismo.
La cabeza está totalmente vencida hacia la derecha, presenta una fantástica policromía, la boca está entreabierta, los párpados amoratados y algunos chorros de sangre le caen desde la frente.
El cuerpo sin ser de tamaño real está perfectamente proporcionado marcándose las costillas,en la espalda tiene un impresionante chorro de sangre por la flagelación y  el paño de pureza presenta una caída de gran realismo y un fino dibujo que se mezcla con algunas gotas de sangre. 

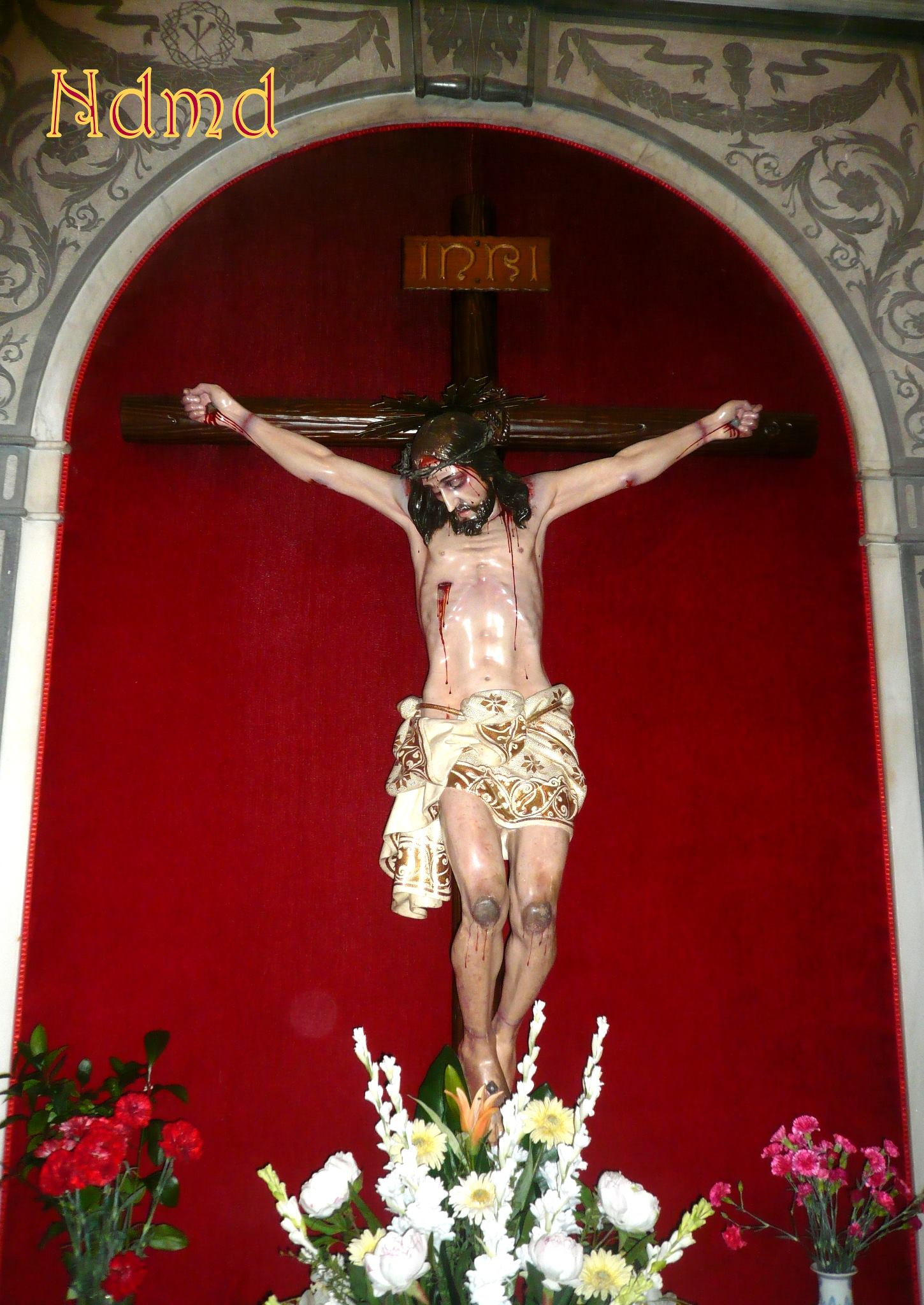
Cristo de la Fe en el altar de su capilla

Son de mención las muñecas y los tobillos amoratados de gran realismo.
Al ser un Cristo al que la gente tiene mucha devoción y está en una capilla no muy alta la policromía de los pies está desgastada ya que los fieles se los besan cada vez que pasan por su capilla.

### Patrimonio de la imagen
El Cristo de la Fe, al no ser una imagen de vestir no tiene un patrimonio muy extenso pero no por ello el que posee tiene poco valor.
Para capilla tiene una ráfaga dorada y una corona de espinas de madera y para la Procesión y los actos importantes el Cristo posee una potencias bañadas en oro con un granate incrustado y una corona de espinas de plata maciza bañada en oro. En el año 2017, el Cristo volvió a lucir las cantoneras de la Cruz bañadas en oro con un estilo sencillo y elegante, rescatadas del antiguo ajuar de la imagen.

## Procesión

### Paso

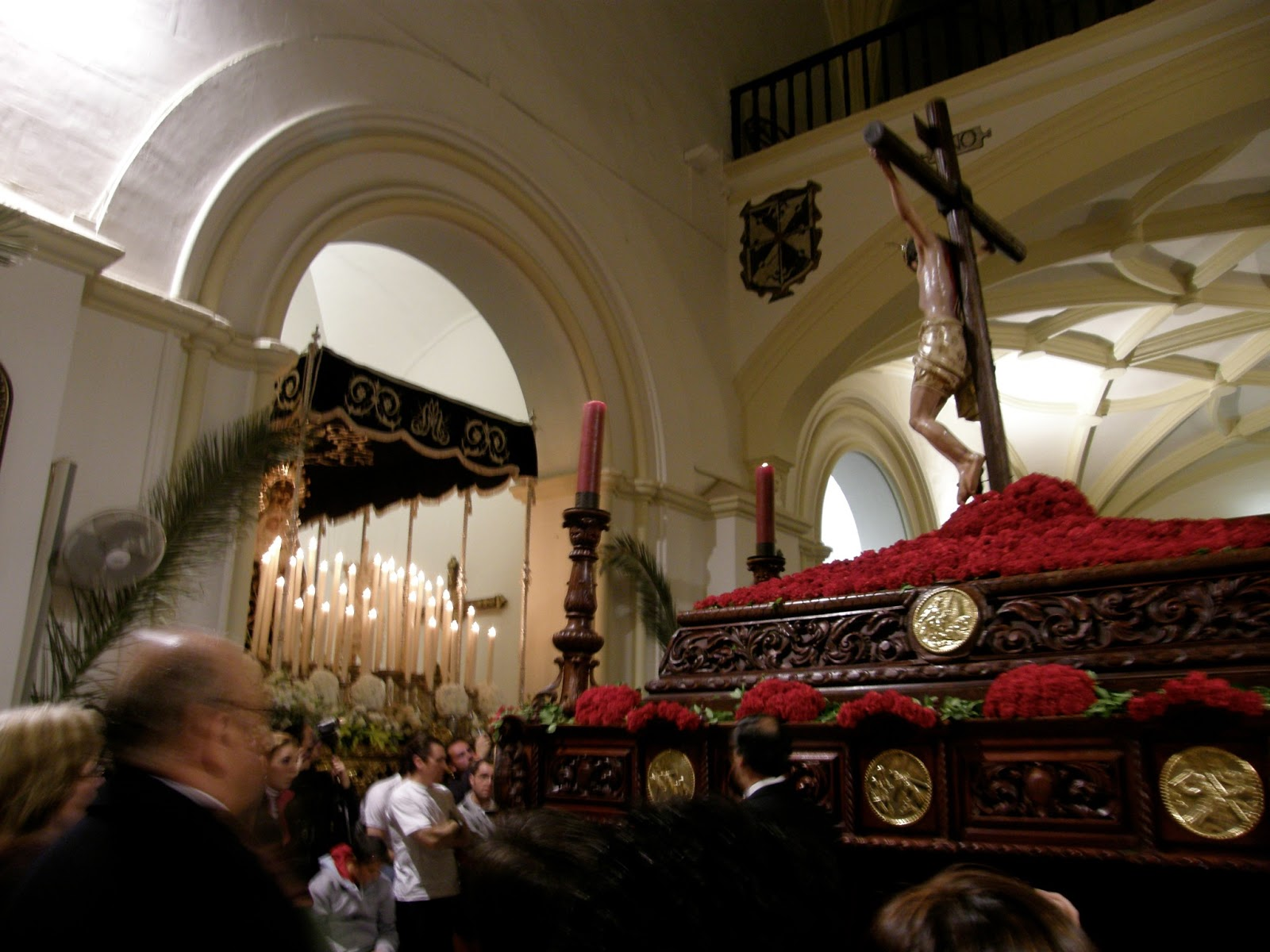
Paso del Cristo de la Fe un Miércoles Santo

Realizado en madera tallada en su color de estilo clasicista tallado por D. Ramón García Mora bajo el diseño de D. Santiago Arolo Viñas.
La original canastilla va adornada con catorce medallones dorados con las escenas del Vía Crucis rescatados del antiguo paso, adornados y rodeados por columnas salomónicas.
El Cristo descansa sobre la canastilla superior en la que está presente en el frontal el escudo de la Cofradía realizado en metal dorado.
Las cuatro esquinas están rematadas por cuatro fantásticos blandones de madera tallada en el mismo estilo que el paso sobre los cuales descansan cuatro velones rojos.
Los faldones del paso están realizados en terciopelo granate rematados en puntilla dorada.
El paso también posee un par de faroles realizados en madera a juego con la canastilla que la hermandad decidió suprimir para no añadirle más peso al paso.

### Costaleras
El paso del Santísimo Cristo de la Fe fue el primero en la Ciudad de Badajoz en ser portado por costaleras, en la década de los 50 la Hermandad aceptó oficialmente la participación de las mujeres en la Hermandad ya sea de costaleras o de nazarenas.
Actualmente en el año 1997 el paso dejó de ir a ruedas para ser portado por una cuadrilla de costaleras, es el único paso de la Hermandad que es portado únicamente por mujeres.

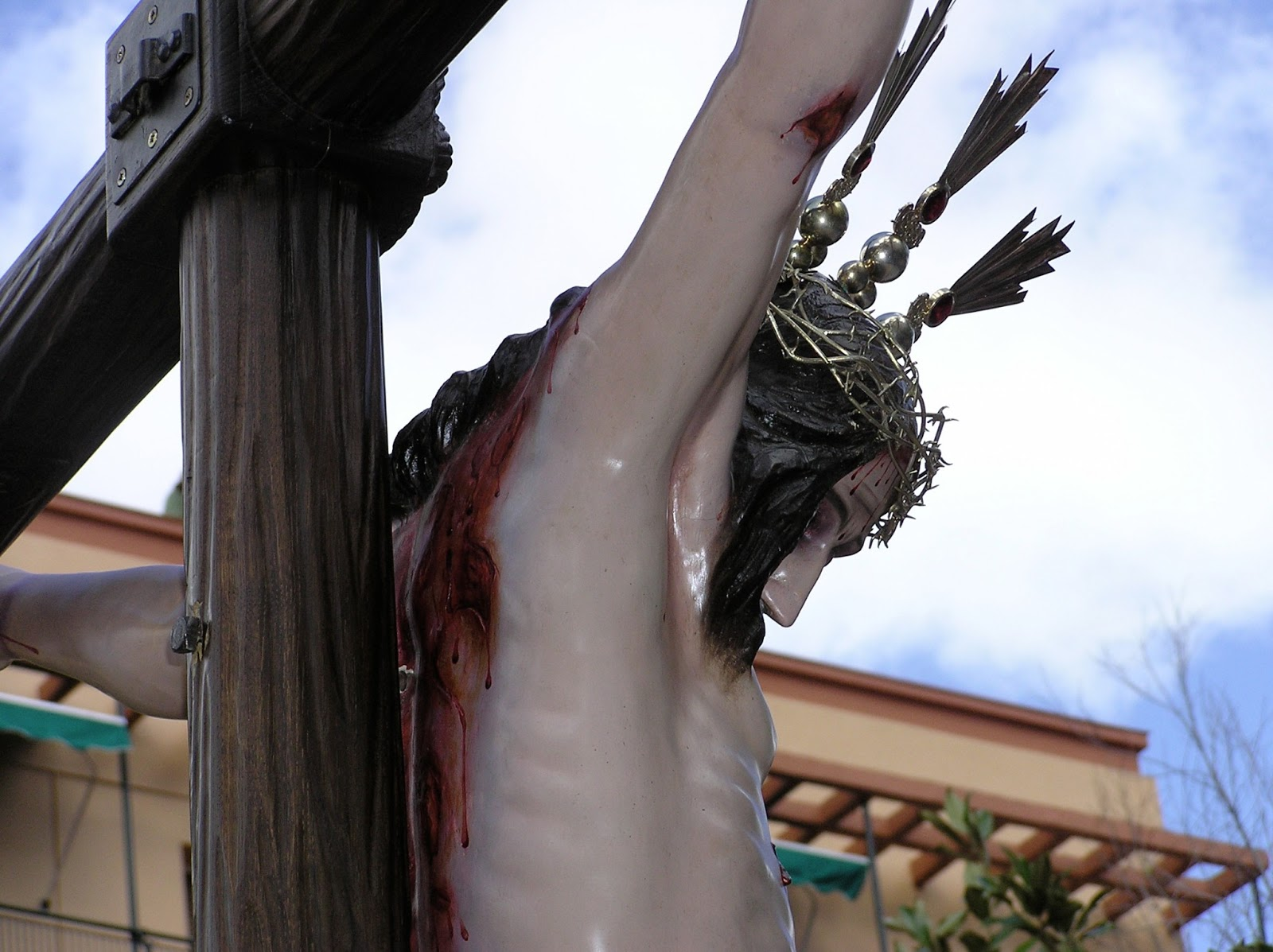
Cristo de la Fe en su Vía Crucis

## Actos
El Santísimo Cristo de la Fe, al ser una de la Imágenes más veneradas de la ciudad recibe a miles de personas a lo largo del año solo en su capilla. Todos los viernes Santos, el Cristo ya bajado de su paso permanece en el altar mayor de Santo Domingo mientras se leen las primeras estaciones del Vía Crucis, momentos más tarde es sacado a hombros a la Avenida de Colón donde continúa el Vía Crucias al que asisten gran cantidad de personas. Una vez finalizado el Vía Crucis el Cristo es llevado de nuevo a su parroquia y expuesto en Besapiés.